# Белец, Вид
Вид Бе́лец (словен. Vid Belec; род. 6 июня 1990, Марибор, СФРЮ) — словенский футболист, вратарь клуба «АПОЭЛ» и сборной Словении.

## Клубная карьера
Вид Белец воспитанник клуба «Марибор». Оттуда перешёл в итальянский «Интернационале», но сыграть за команду так и не смог, и был отдан в аренду клубу Серии B «Кротоне». Дебютировал в составе клуба 4 сентября 2010 года в матче с «Торино». Всего за «Кротоне» Белец провёл два сезона, в которых сыграл 53 матча, включая Кубок Италии.
В 2012 году Белец возвращается в «Интернационале» в качестве третьего вратаря, вслед за соотечественником Самиром Хандановичем и Лукой Кастеллацци. 30 августа 2012 года, на 33 минуте матча «Интер» — «Васлуй» (Румыния) в раунде плей-офф Лиги Европы, заменил при счёте 0:0 удалённого Луку Кастеллацци. Окончательный итог матча 2:2.
15 июля 2013 года Белец переходит в аренду в «Ольяненсе» из Португалии. 1 сентября 2014 Белец перешёл в «Коньяспор». 2 февраля 2015 контракт был расторгнут.

## Карьера в сборной
Выступал за различные молодёжные сборные страны. 9 февраля 2011 года впервые был вызван в первую сборную Словении на товарищеский матч против Албании. С тех пор Белец регулярно вызывается в сборную, но на поле так и не выходил, проигрывая конкуренцию Хандановичу, а затем Яну Облаку.